# 경기고등학교
경기고등학교(京畿高等學校)는 대한민국 서울특별시 강남구 삼성동에 있는 공립 고등학교이다.

## 학교 연혁
- 1899년 4월 4일 : 중학교 심상과 4년, 고등과 3년 관제공포 (칙령 제11호)
- 1899년 5월 16일 : 김각현(학부학무국장) 중학교장 겸임발령
- 1900년 10월 3일 : 신학제에 의하여 관립중학교를 現종로구 화동 1번지에서 개교
- 1906년 9월 1일 : 교명 개칭(관립한성고등학교)
- 1911년 11월 1일 : 교명 개칭(경성고등보통학교)
- 1911년 12월 29일 : 일본인(오카 모토스케 외 8인) 교장 재직 (～1945.8.15)
- 1921년 4월 1일 : 교명 개칭(경성제일고등보통학교)
- 1922년 4월 1일 : 교명 개칭(경성제일공립고등보통학교)
- 1925년 4월 1일 : 본관 준공
- 1938년 4월 1일 : 교명 개칭(경기공립중학교)
- 1938년 4월 11일 : 신교사 건축 낙성
- 1946년 9월 1일 : 수업년한 6개년으로 연장
- 1951년 4월 3일 : 부산시에 피난교 개교
- 1951년 8월 31일 : 교육법에 따른 중.고등학교 분리
- 1952년 6월 1일 : 보인상업고등학교 교사에 서울분교 개설, 덕수국민학교 교사에 서울분교 개설
- 1953년 10월 3일 : 덕수국민학교 교사에 서울, 부산 양교 통합
- 1954년 4월 24일 : 고등학교 교사 이전(세종로소재 체신부 가교사)
- 1955년 8월 15일 : 화동 신축중학교사 준공
- 1955년 8월 16일 : 조재호 고등학교장, 중학교장 겸임
- 1955년 8월 20일 : 중학교 이전(서울 덕수국민학교 가교사에서 화동 신축교사로)
- 1955년 10월 1일 : 교훈 제정(자유인, 문화인, 평화인)
- 1956년 2월 8일 : 고등학교 화동 교사로 복귀
- 1971년 2월 28일 : 중학교 폐쇄
- 1974년 3월 23일 : 부설방송통신고등학교 개교
- 1976년 2월 20일 : 교사 이전(화동교사 -> 영동교사)
- 1976년 11월 17일 : 화동랑의 집 신축개관
- 1983년 10월 3일 : 동창회 기념관 준공, 개관
- 2000년 10월 3일 : 개교 100주년 기념일, 100주년 기념관 개관
- 2021년 3월 2일 : 제44대 김우경 교장 취임

## 운동부
야구부, 아이스하키부, 수영부 등을 운영하고 있다. 1950년대까지 축구부도 운영한 바 있다.

## 참고 문헌
- 경기고등학교 - 한국교육학술정보원 학교알리미

## 같이 보기
- 경기고등학교 축구단
- 경성제일공립고등보통학교 육상단
- 경성제일공립고등보통학교 정구단
- 서울 구 경기고등학교